# Guillermo Páez
Guillermo Alejandro Páez Cepeda (18 d'abril de 1945) és un exfutbolista xilè.

## Selecció de Xile
Va formar part de l'equip xilè a la Copa del Món de 1974.